# Delay (Intergalactic Lovers)
Delay is een nummer van de Belgische rockband Intergalactic Lovers uit 2011. Het is de eerste single van hun debuutalbum Greetings & Salutations.
Met "Delay" als debuutsingle had Ingergalactic Lovers meteen een hit te pakken. Het bereikte de 14e positie in de Vlaamse Ultratop 50. Tot nu toe was dit ook de grootste hit die de band gescoord heeft.